# باهرة صغيرة
باهرة صغيرة (الاسم العلمي: Agave minor) هو نوع من النباتات يتبع جنس الباهرة من الفصيلة الهليونية.